# 田村敏広
田村 敏広（たむら としひろ）は、日本の言語学者（言語学・英語学・認知言語学・意味論・語用論）。学位は、博士（言語学）（筑波大学・2007年）。静岡県立大学国際関係学部准教授・大学院国際関係学研究科准教授、学校法人国際ことば学院理事。
静岡大学情報学部准教授などを歴任した。

## 概要
英語学、認知言語学、意味論、語用論を専攻する言語学者である。日本語と英語の語法や文法についての研究に従事していた。静岡大学や静岡県立大学で教鞭を執った。

## 来歴

### 生い立ち
国が設置・運営する筑波大学の大学院に進学し、人文社会科学研究科にて学んだ。在学中に「Motivations for the meanings and functions of constructions -- with special reference to English constructions with have and get」と題した博士論文を執筆した。2007年（平成19年）7月、筑波大学の大学院における博士課程を修了した。それに伴い、博士（言語学）の学位を取得した。

### 言語学者として
大学院修了後は、同名の国立大学法人により設置・運営される静岡大学に採用され、2009年（平成21年）4月に情報学部の助教として着任した。2010年（平成22年）6月には、静岡大学の情報学部にて講師に昇任した。2014年（平成26年）4月には、静岡大学の情報学部にて准教授に昇任した。情報学部においては、主として情報社会学科の講義を担当した。
2021年（令和3年）4月、県と同名の公立大学法人により設置・運営される静岡県立大学に転じ、国際関係学部の准教授に就任した。国際関係学部においては、主として国際言語文化学科の講義を担当した。また、静岡県立大学の大学院においては、国際関係学研究科の准教授も兼務することになった。国際関係学研究科においては、主として比較文化専攻の講義を担当した。

## 研究
専門は言語学であり、特に英語学、認知言語学、意味論、語用論、といった分野について研究していた。具体的には、日本語と英語の語法の研究や、その文法についての研究に従事していた。また、構文と話者の感情との関係性についても研究していた。
学術団体としては、日本認知言語学会、日本英語学会、日本中部言語学会、筑波英語学会、絵本学会、などに所属した。日本認知言語学会においては、2020年（令和2年）に開催された全国大会の実行委員会にて委員長を務めた。なお、学校法人である国際ことば学院では理事を務めた。

## 略歴
- 2007年 - 筑波大学大学院人文社会科学研究科博士課程修了[4]。
- 2009年 - 静岡大学情報学部助教[3]。
- 2010年 - 静岡大学情報学部講師[3]。
- 2014年 - 静岡大学情報学部准教授[3]。
- 2021年 - 静岡県立大学国際関係学部准教授[3]。
- 2021年 - 静岡県立大学大学院国際関係学研究科准教授。

## 著作

### 編纂
- 深田智・西田光一・田村敏広編『言語研究の視座』開拓社、2015年。ISBN 978-4-7589-2211-1

### 寄稿、分担執筆、等
- 山梨正明ほか編『認知言語学論考』12巻、ひつじ書房、2015年。ISBN 978-4-89476-728-7
- 中山俊秀・大谷直輝編『認知言語学と談話機能言語学の有機的接点——用法基盤モデルに基づく新展開』ひつじ書房、2020年。ISBN 978-4-89476-995-3

### 註釈
1. ↑  筑波大学は、2004年に国から国立大学法人筑波大学に移管された。
2. ↑  筑波大学大学院人文社会科学研究科は、ビジネス科学研究科と統合され、2020年に人文社会ビジネス科学学術院が設置された。